# Margaret Junkin Preston

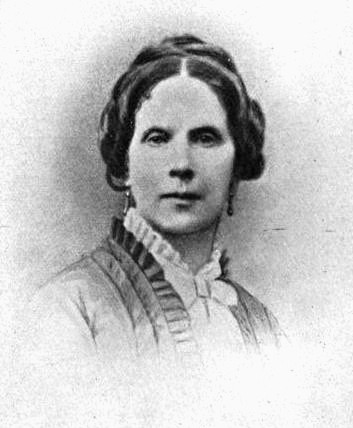
Margaret Junkin Preston

Margaret Junkin Preston (ur. 19 maja 1820, zm. 28 marca 1897 w Baltimore) – poetka amerykańska.

## Życiorys
Margaret Junkin Preston urodziła się 19 maja 1820 w miejscowości Milton w stanie Pensylwania. Była córką wielebnego George’a Junkina i Julii Rush Miller. W 1857 wyszła za mąż za Johna Thomasa Lewisa Prestona (1811-1890), wdowca z siódemką dzieci, który pracował jako wykładowca łaciny w Virginia Military Institute. Miała dwóch synów, George’a Junkina and Herberta Rusha. Zmarła 28 marca 1897 w Baltimore. Była patriotką amerykańskiego południa i Skonfederowanych Stanów Ameryki.

## Twórczość

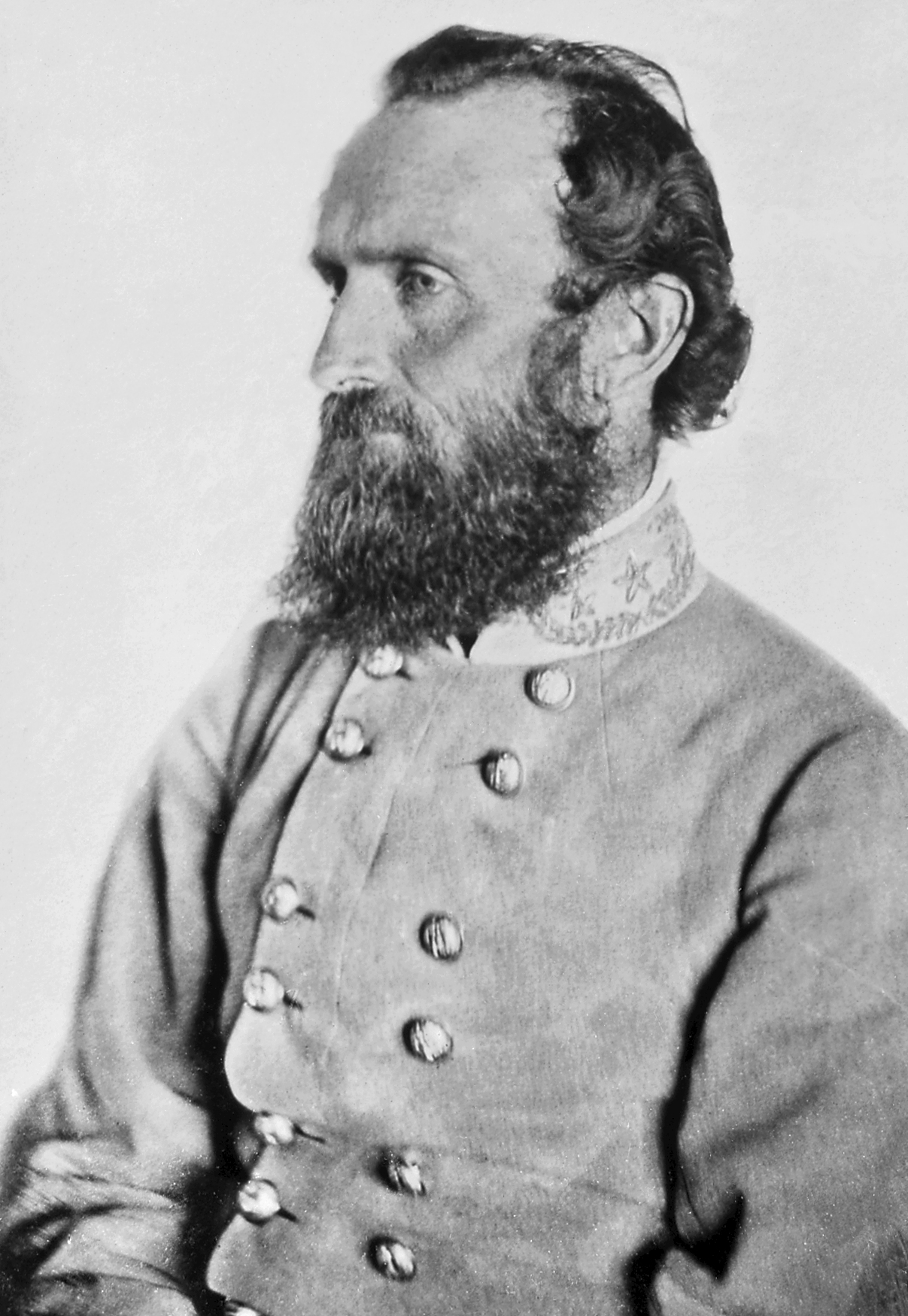
Thomas "Stonewall" Jackson

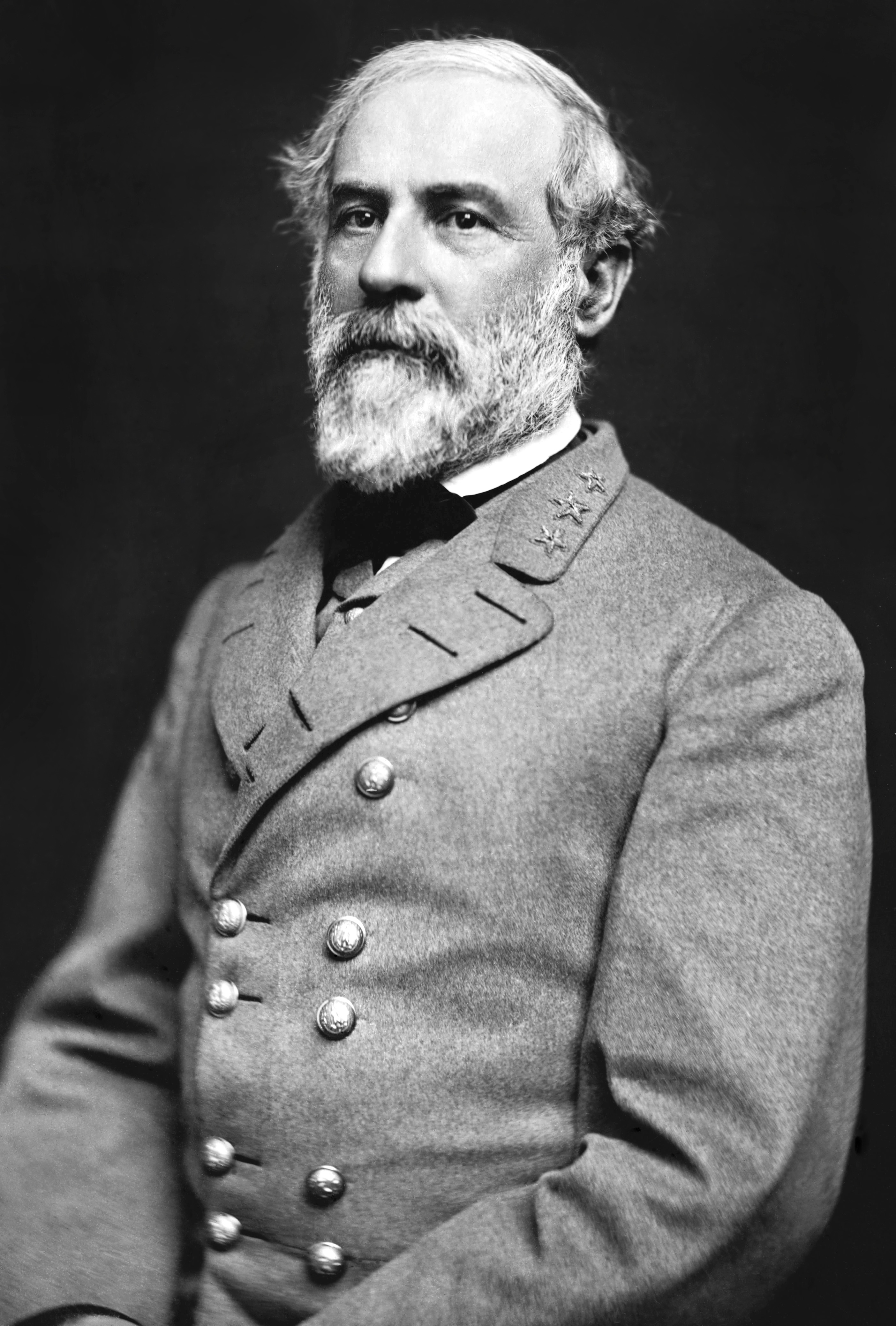
Generał Robert Edward Lee, dowódca sił Konfederacji

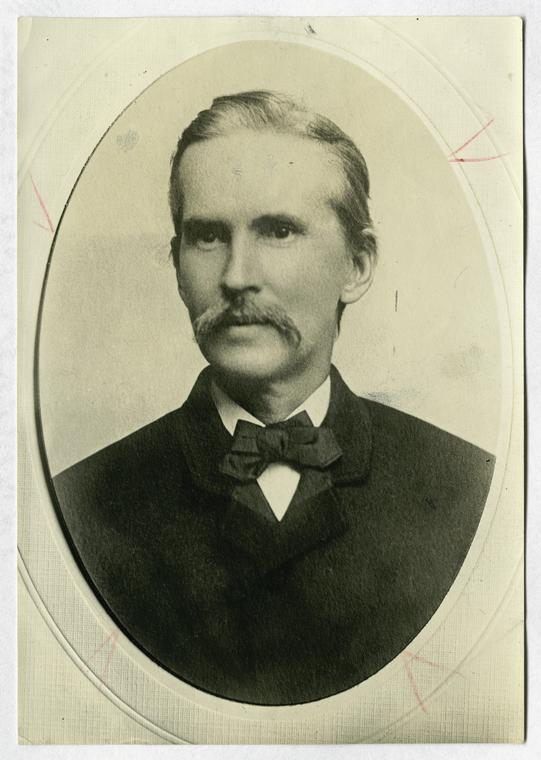
Paul Hamilton Hayne (1831-1886)

W drugiej połowie XIX wieku Margaret Junkin Preston była jedną z najważniejszych amerykańskich poetek. Miała pozycję czołowej autorki południa. Po śmierci poetki mówiono o niej sweet poetess of our Sunny South. Jej hymny były śpiewane w kościołach, a jej wiersze trafiły do podręczników. Najambitniejszym dziełem poetki jest poemat epicki Beechenbrook; a Rhyme of the War. Utwór rozpoczyna się słowami There is sorrow in Beechenbrook Cottage. Opowiada on o kobiecie, która straciła męża w czasie wojny domowej. Poemat ten był powszechnie czytany, zwłaszcza przez weteranów Konfederacji. 
Margaret Junkin Preston napisała wiersz Stonewall Jackson's Grave na cześć konfederackiego generała Thomasa Jonathana Jacksona zwanego Stonewall. Prywatnie był on szwagrem poetki, mężem jej siostry Eleanor. W utworze tym znalazły się odwołania do historii Polski:
Good knights and true as ever drew
Their swords with knightly Roland;
Or died at Sobieski's side,
For love of martyr'd Poland;
Or knelt with Cromwell's Ironsides;
Or sang with brave Gustavus;
Or on the plain of Austerlitz,
Breathed out their dying AVES!
W innym utworze, Gone Forward, poetka ubolewała nad śmiercią generała Roberta E. Lee.
Margaret Preston uchodzi za mistrzynię formy wierszowej. Stosowała skomplikowane wzorce metryczne i schematy stroficzne. Z upodobaniem posługiwała się formą sonetu. Napisała dziesiątki takich utworów. Jeden z nich poświęciła swojemu stanowi, Virginii.
Grandly thou fillest the world's eye to-day,
My proud Virginia! When the gage was thrown -
The deadly gage of battle - thou, alone,
Strong in thy self-control, didst stoop to lay
The olive-branch thereon, and calmly pray
We might have peace, the rather. When the foe
Turned scornfully upon thee, - bade thee go,
And whistled up his war-hounds, then - the way
Of duty full before thee,--thou didst spring
Into the centre of the martial ring -
Thy brave blood boiling, and thy glorious eye,
Shot with heroic fire, and swear to claim
Sublimest victory in God's own name, -
Or, wrapped in robes of martyrdom, -to die!
Sonety Margaret Preston wysoko cenił inny poeta z południa, Paul Hamilton Hayne, z którym autorka korespondowała w późniejszym wieku. Preston napisała wstęp do wyboru jego liryki. Sztuka epistolarna była zresztą ważnym składnikiem jej działalności literackiej. Margaret wymieniała listy z najwybitniejszymi literatami tamtej epoki po obu stronach oceanu Atlantyckiego, w tym z Robertem Browningiem, Alfredem Tennysonem, Henrym Wadsworthem Longfellowem i Christiną Rossetti.